# Distrito de Rendsburg-Eckernförde
El Distrito de Rendsburg-Eckernförde (en alemán: Kreis Rendsburg-Eckernförde; en danés: Rendsborg-Egernførde amt) es uno de los distritos con mayor superficie en el estado federado de Schleswig-Holstein en Alemania. La capital de distrito es la ciudad de Rendsburg.

## Composición del distrito
(Habitantes a 30 de junio de 2005)
| Amtsfreie Gemeinden/Städte                                                                                        | Amtsfreie Gemeinden/Städte                                                                            |
| --- | --- |
| - 1. Altenholz (9.714) - 2. Bordesholm (7.512) - 3. Büdelsdorf, Ciudad (10.230) - 4. Eckernförde, Ciudad (21.942) | - 5. Gettorf (7448) - 6. Hohenwestedt (5312) - 7. Kronshagen (11.779) - 8. Rendsburg, Ciudad (28.190) |

Unión de municipios/ciudades (Amt)
| - 1. Amt Achterwehr 1. Achterwehr * (996) 2. Bredenbek (1.523) 3. Felde (2.148) 4. Krummwisch (708) 5. Melsdorf (1.832) 6. Ottendorf (891) 7. Quarnbek (1.763) 8. Westensee (1.584) - 2. Amt Aukrug 1. Arpsdorf (287) 2. Aukrug * (3.778) 3. Ehndorf (625) 4. Padenstedt (1.702) 5. Wasbek (2.303) - 3. Amt Bordesholm-Land [Sitz: Bordesholm] 1. Bissee (161) 2. Brügge (1.007) 3. Grevenkrug (226) 4. Groß Buchwald (342) 5. Hoffeld (158) 6. Loop (184) 7. Mühbrook (549) 8. Negenharrie (365) 9. Reesdorf (156) 10. Schmalstede (287) 11. Schönbek (220) 12. Sören (182) 13. Wattenbek (2.966) - 4. Amt Dänischenhagen 1. Dänischenhagen * (3.934) 2. Noer (850) 3. Schwedeneck (2840) 4. Strande (1.506) - 5. Amt Dänischer Wohld [Sitz: Gettorf] 1. Felm (1.195) 2. Lindau (1.319) 3. Neudorf-Bornstein (1.075) 4. Neuwittenbek (1.153) 5. Osdorf (2.356) 6. Schinkel (1.036) 7. Tüttendorf (1.271) - 6. Amt Eiderkanal 1. Bovenau (1.114) 2. Haßmoor (268) 3. Ostenfeld (587) 4. Osterrönfeld * (5.150) 5. Rade b. Rendsburg (196) 6. Schacht-Audorf (4.694) 7. Schülldorf (780) - 7. Amt Flintbek 1. Böhnhusen (292) 2. Flintbek * (7.341) 3. Schönhorst (321) 4. Techelsdorf (144) - 8. Amt Fockbek 1. Alt Duvenstedt (1.922) 2. Fockbek * (6.244) 3. Nübbel (1.518) 4. Rickert (1.052) | - 9. Amt Hanerau-Hademarschen 1. Beldorf (281) 2. Bendorf (448) 3. Bornholt (164) 4. Gokels (550) 5. Hanerau-Hademarschen * (3.034) 6. Lütjenwestedt (563) 7. Oldenbüttel (161) 8. Seefeld (353) 9. Steenfeld (356) 10. Tackesdorf (69) 11. Thaden (253) - 10. Amt Hohenwestedt-Land [Sitz: Hohenwestedt] 1. Beringstedt (747) 2. Grauel (257) 3. Heinkenborstel (145) 4. Jahrsdorf (225) 5. Meezen (370) 6. Mörel (235) 7. Nienborstel (583) 8. Nindorf (591) 9. Osterstedt (663) 10. Rade b. Hohenwestedt (84) 11. Remmels (439) 12. Tappendorf (337) 13. Todenbüttel (1.034) 14. Wapelfeld (299) - 11. Amt Hohner Harde 1. Bargstall (140) 2. Breiholz (1.343) 3. Christiansholm (216) 4. Elsdorf-Westermühlen (1.613) 5. Friedrichsgraben (43) 6. Friedrichsholm (407) 7. Hamdorf (1.293) 8. Hohn * (2.424) 9. Königshügel (161) 10. Lohe-Föhrden (475) 11. Prinzenmoor (170) 12. Sophienhamm (319) - 12. Amt Hütten 1. Ahlefeld-Bistensee (491) 2. Ascheffel * (1027 3. Brekendorf (993) 4. Damendorf (430) 5. Hütten (203) 6. Osterby (976) 7. Owschlag (3.727) - 13. Amt Jevenstedt 1. Brinjahe (123) 2. Embühren (211) 3. Haale (521) 4. Hamweddel (450) 5. Hörsten (54) 6. Jevenstedt * (3.340) 7. Luhnstedt (388) 8. Schülp b. Rendsburg (1.112) 9. Stafstedt (370) 10. Westerrönfeld (5.024) | - 14. Amt Molfsee 1. Blumenthal (671) 2. Mielkendorf (1.393) 3. Molfsee * (4.977) 4. Rodenbek (483) 5. Rumohr (815) 6. Schierensee (364) - 15. Amt Nortorfer Land 1. Bargstedt (717) 2. Bokel (599) 3. Borgdorf-Seedorf (411) 4. Brammer (386) 5. Dätgen (568) 6. Eisendorf (279) 7. Ellerdorf (511) 8. Emkendorf (1.351) 9. Gnutz (1.166) 10. Groß Vollstedt (975) 11. Krogaspe (436) 12. Langwedel (1.517) 13. Nortorf,* Stadt (6.701) 14. Oldenhütten (161) 15. Schülp b. Nortorf (814) 16. Timmaspe (1.071) 17. Warder (685) - 16. Amt Schlei 1. Fleckeby * (2159) 2. Güby (681) 3. Hummelfeld (282) 4. Kosel (1.378) 5. Rieseby (2.718) - 17. Amt Schwansen 1. Brodersby (671) 2. Damp * (1.479) 3. Dörphof (734) 4. Holzdorf (842) 5. Karby (578) 6. Thumby (421) 7. Waabs (1.440) 8. Winnemark (512) - 18. Amt Windeby [Sitz: Eckernförde] 1. Altenhof (309) 2. Barkelsby (1.502) 3. Gammelby (516) 4. Goosefeld (729) 5. Loose (828) 6. Windeby (1.028) - 19. Amt Wittensee 1. Borgstedt (1.585) 2. Bünsdorf (612) 3. Groß Wittensee * (1.206) 4. Haby (547) 5. Holtsee (1.239) 6. Holzbunge (327) 7. Klein Wittensee (173) 8. Neu Duvenstedt (125) 9. Sehestedt (850) |